# Miso
Miso (みそ eller 味噌) er en japansk pasta, der hovedsageligt består af sojabønner med varierende andele af ris, byg eller andet korn. Ved fremstillingen bliver en blanding af dampkogte sojabønner alt efter sorten fermenteret i fade sammen med dampkogte ris eller dampkogte korn. Til gæring benyttes skimmelsvampen kouji. Denne fremstillingsmåde stammer antagelig fra kejserriget Kina. Nu om stunder sker fremstillingen i bioreaktorer. Miso er en væsentlig del af det japanske køkken og udgør en ingrediens i mange traditionelle retter så som misosuppe.

## Sorter
Med udgangspunkt i grundbestanddelene kan miso deles i følgende tre sorter:
- Mamemiso (豆味噌), der kun består af sojabønner.
- Komemiso (米味噌), der består af sojabønner og ris.
- Mugimiso (麦味噌), der består af sojabønner og korn.

Disse grupper kan desuden groft inddeles efter farve i aka miso (赤味噌 rød miso) og shiro miso (白味噌 hvid miso) og efter smag i kara miso (辛味噌 stærk miso) og ama miso (甘味噌 sød miso).
Afhængig af de benyttede råstoffer og fermenteringstiden får den færdige miso en lys til mørkebrun farve.

## Sundhed og ernæring
Miso består hovedsageligt af protein, vitamin B2, vitamin E, forskellige enzymer, isoflavon, cholin og lecitin. På grund af disse bestanddele bliver fordelene ved miso for den menneskelige ernæring ofte fremhævet af levnedsmiddelfabrikanterne. Der bliver ofte også lagt vægt på et højt indhold af vitamin B12, hvilket dog ikke passer, da den for mennesker brugbare vitamin B12 ikke forekommer naturligt i miso.